# Bucculatrix frangutella
Bucculatrix frangutella là một loài bướm đêm thuộc họ Bucculatricidae. Nó được tìm thấy ở châu Âu.
Sải cánh dài khoảng 8 mm. Con trưởng thành bay giữa tháng 6 và tháng 7 tùy theo địa điểm.
Ấu trùng ăn lá của các loài Rhamnus, bao gồm Rhamnus cathartica cũng như Frangula alnus.